# Pellenes ravoisiei
Pellenes ravoisiei är en spindelart som först beskrevs av Lucas 1846.  Pellenes ravoisiei ingår i släktet Pellenes och familjen hoppspindlar. Inga underarter finns listade i Catalogue of Life.